# Старые Саратены
Старые Саратены (рум. Sărătenii Vechi, Сэрэтений Векь) — село в Теленештском районе Молдавии. Является административным центром коммуны Старые Саратены, включающей также село Захаровка.

## География
Село расположено на высоте 42 метров над уровнем моря.

## Население
По данным переписи населения 2004 года, в селе Сэрэтений Векь проживает 2603 человека (1289 мужчин, 1314 женщины).
Этнический состав села:
| Национальность | Число жителей | Процентный состав |
| -------------- | ------------- | ----------------- |
| молдаване      | 2470          | 94.89             |
| румыны         | 111           | 4.26              |
| русские        | 14            | 0.54              |
| украинцы       | 7             | 0.27              |
| гагаузы        | 1             | 0.04              |
| Всего          | 2603          | 100 %             |